# Europees kampioenschap handbal vrouwen 2012 (kwalificatie)
De kwalificatie voor het Europees kampioenschap handbal vrouwen 2012 is een reeks wedstrijden in het handbal die zal uitmaken welke landen mogen deelnemen aan het Europees kampioenschap handbal vrouwen 2012.

## Kwalificatiesysteem

### Plaatsing
De loting voor de kwalificatieronde vond plaats op 27 april 2011 in Wenen, Oostenrijk. Het gastland, Nederland, had zich automatisch geplaatst voor het eindtoernooi. (Nederland heeft de organisatie van het EK echter kort voor het toernooi teruggegeven, vanwege te grote financiële risico's. Nederland werd bestraft met een fikse boete en een uitsluiting van deelname.) De overige 30 landenteams zijn verdeeld over verschillende potten op basis van de "EHF landenteam ranglijst voor vrouwen". Deze teams zijn zo verdeeld dat in elke poule één team per pot zit. De vier teams die het laagst stonden op de ranglijst van de EHF, speelden in juni 2011 een pre-kwalificatietoernooi om zo te bepalen welke twee teams de laatste twee plekken voor de kwalificatie zouden bemachtigen.

### Speeldata
- Pre-kwalificatie: juni 2011
- Ronde 1 & 2: 19 - 23 oktober 2011
- Ronde 3 & 4: 21 - 25 maart 2012
- Ronde 5 & 6: 30 mei - 3 juni 2012

## Pre-kwalificatie
| Team #1 | Tot.  | Team #2             | 1ste wedstrijd | 2de wedstrijd |
| ------- | ----- | ------------------- | -------------- | ------------- |
| Israël  | 52–53 | Griekenland         | 25–30          | 27–23         |
| Finland | 42–58 | Verenigd Koninkrijk | 22–31          | 20–27         |

### Wedstrijd 1
| Vrijdag 3 juni 2011 16:30 | Israël    | 25 – 30 | Griekenland | Municipal hall "Ionikos", Athene Toeschouwers: 200 Scheidsrechters: Aghakishi, Aghakishi (AZE) |
| Vrijdag 3 juni 2011 16:30 | Vikrat 12 | (12–11) | Strataki 8  | Municipal hall "Ionikos", Athene Toeschouwers: 200 Scheidsrechters: Aghakishi, Aghakishi (AZE) |
| Vrijdag 3 juni 2011 16:30 | 3× 6× 1×  | verslag | 3× 4× 1×    | Municipal hall "Ionikos", Athene Toeschouwers: 200 Scheidsrechters: Aghakishi, Aghakishi (AZE) |

| Vrijdag 3 juni 2011 19:30 | Finland  | 22 – 31 | Verenigd Koninkrijk | Crystal Palace National Sports Centre, Londen Toeschouwers: 200 Scheidsrechters: Baranowski, Lemanowicz (POL) |
| Vrijdag 3 juni 2011 19:30 | Jäntti 4 | (12–15) | Fudge 6             | Crystal Palace National Sports Centre, Londen Toeschouwers: 200 Scheidsrechters: Baranowski, Lemanowicz (POL) |
| Vrijdag 3 juni 2011 19:30 | 3× 1×    | verslag | 2× 5×               | Crystal Palace National Sports Centre, Londen Toeschouwers: 200 Scheidsrechters: Baranowski, Lemanowicz (POL) |

### Wedstrijd 2
| Zaterdag 4 juni 2011 16:00 | Griekenland | 23 – 27 | Israël   | Municipal hall "Ionikos", Athene Toeschouwers: 300 Scheidsrechters: Aghakishi, Aghakishi (AZE) |
| Zaterdag 4 juni 2011 16:00 | Tsakalou 9  | (12–11) | Vikrat 6 | Municipal hall "Ionikos", Athene Toeschouwers: 300 Scheidsrechters: Aghakishi, Aghakishi (AZE) |
| Zaterdag 4 juni 2011 16:00 | 3×          | verslag | 2× 3×    | Municipal hall "Ionikos", Athene Toeschouwers: 300 Scheidsrechters: Aghakishi, Aghakishi (AZE) |

| Zaterdag 4 juni 2011 19:30 | Verenigd Koninkrijk | 27 – 20 | Finland | Crystal Palace National Sports Centre, Londen Toeschouwers: 400 Scheidsrechters: Baranowski, Lemanowicz (POL) |
| Zaterdag 4 juni 2011 19:30 | Fairbrother 7       | (12–11) | Roos 8  | Crystal Palace National Sports Centre, Londen Toeschouwers: 400 Scheidsrechters: Baranowski, Lemanowicz (POL) |
| Zaterdag 4 juni 2011 19:30 | 3× 4×               | verslag | 3× 4×   | Crystal Palace National Sports Centre, Londen Toeschouwers: 400 Scheidsrechters: Baranowski, Lemanowicz (POL) |

## Groepen
De loting voor de kwalificatie leidde tot de zeven onderstaande groepen.
|  | Gekwalificeerd voor het Europees kampioenschap handbal vrouwen |

#### Groep 1
| Pos | Team         | Wed | W | G | V | DV  | DT  | DS  | Ptn |
| --- | ------------ | --- | - | - | - | --- | --- | --- | --- |
| 1   | Duitsland    | 6   | 5 | 0 | 1 | 178 | 125 | +53 | 10  |
| 2   | Hongarije    | 6   | 5 | 0 | 1 | 174 | 138 | +36 | 10  |
| 3   | Wit-Rusland  | 6   | 2 | 0 | 4 | 155 | 162 | −7  | 4   |
| 4   | Azerbeidzjan | 6   | 0 | 0 | 6 | 126 | 208 | −82 | 0   |

Alle tijden zijn lokaal.
| Woensdag 19 oktober 2011 18:00 | Hongarije | 41 – 19 | Azerbeidzjan   | Arena Savaria, Szombathely Toeschouwers: 2.000 Scheidsrechters: Marić, Mašić (SRB) |
| Woensdag 19 oktober 2011 18:00 | Görbicz 6 | (20–7)  | Vijf spelers 3 | Arena Savaria, Szombathely Toeschouwers: 2.000 Scheidsrechters: Marić, Mašić (SRB) |
| Woensdag 19 oktober 2011 18:00 | 3× 1×     | verslag | 3× 2×          | Arena Savaria, Szombathely Toeschouwers: 2.000 Scheidsrechters: Marić, Mašić (SRB) |

| Woensdag 19 oktober 2011 19:30 | Duitsland | 27 – 19 | Wit-Rusland   | Brandenburg Halle, Frankfurt Toeschouwers: 1.550 Scheidsrechters: Arntsen, Gullaksen (NOR) |
| Woensdag 19 oktober 2011 19:30 | Richter 5 | (15–10) | Yankouskaya 6 | Brandenburg Halle, Frankfurt Toeschouwers: 1.550 Scheidsrechters: Arntsen, Gullaksen (NOR) |
| Woensdag 19 oktober 2011 19:30 | 2×        | verslag | 2×            | Brandenburg Halle, Frankfurt Toeschouwers: 1.550 Scheidsrechters: Arntsen, Gullaksen (NOR) |

| Zondag 23 oktober 2011 17:00 | Azerbeidzjan           | 16 – 34 | Duitsland | ABU Arena, Baku Toeschouwers: 500 Scheidsrechters: Pavićević, Ražnatović (MNE) |
| Zondag 23 oktober 2011 17:00 | Lukyanenko, Pogonina 4 | (7–15)  | Richter 8 | ABU Arena, Baku Toeschouwers: 500 Scheidsrechters: Pavićević, Ražnatović (MNE) |
| Zondag 23 oktober 2011 17:00 | 3×                     | verslag | 3× 2×     | ABU Arena, Baku Toeschouwers: 500 Scheidsrechters: Pavićević, Ražnatović (MNE) |

| Zondag 23 oktober 2011 17:30 | Wit-Rusland           | 25 – 28 | Hongarije | Sport Complex Olympiets, Mogilev Toeschouwers: 2.000 Scheidsrechters: Kouz, Zhoba (UKR) |
| Zondag 23 oktober 2011 17:30 | Lobach, Yankouskaya 6 | (14–12) | Görbicz 9 | Sport Complex Olympiets, Mogilev Toeschouwers: 2.000 Scheidsrechters: Kouz, Zhoba (UKR) |
| Zondag 23 oktober 2011 17:30 | 3×                    | verslag | 3× 2×     | Sport Complex Olympiets, Mogilev Toeschouwers: 2.000 Scheidsrechters: Kouz, Zhoba (UKR) |

| Woensdag 21 maart 2012 17:00 | Azerbeidzjan | 21 – 31 | Wit-Rusland     | ABU Arena, Baku Toeschouwers: 400 Scheidsrechters: Crnojevic, Radic (CRO) |
| Woensdag 21 maart 2012 17:00 | Tankaskaya 5 | (9–15)  | Artsiukhovich 8 | ABU Arena, Baku Toeschouwers: 400 Scheidsrechters: Crnojevic, Radic (CRO) |
| Woensdag 21 maart 2012 17:00 | 2×           | verslag | 2× 3×           | ABU Arena, Baku Toeschouwers: 400 Scheidsrechters: Crnojevic, Radic (CRO) |

| Donderdag 22 maart 2012 18:15 | Hongarije | 25 – 23 | Duitsland     | Főnix Hall, Debrecen Toeschouwers: 3.000 Scheidsrechters: Zotin, Volodkov (RUS) |
| Donderdag 22 maart 2012 18:15 | Görbicz 7 | (14–10) | Nadgornaja 11 | Főnix Hall, Debrecen Toeschouwers: 3.000 Scheidsrechters: Zotin, Volodkov (RUS) |
| Donderdag 22 maart 2012 18:15 | 3× 1×     | verslag | 3×            | Főnix Hall, Debrecen Toeschouwers: 3.000 Scheidsrechters: Zotin, Volodkov (RUS) |

| Zondag 25 maart 2012 15:00 | Duitsland | 26 – 18 | Hongarije   | Trier Arena, Trier Toeschouwers: 2.015 Scheidsrechters: Opava, Valek (CZE) |
| Zondag 25 maart 2012 15:00 | Lütz 8    | (13–9)  | Kovacsics 6 | Trier Arena, Trier Toeschouwers: 2.015 Scheidsrechters: Opava, Valek (CZE) |
| Zondag 25 maart 2012 15:00 | 3× 1×     | verslag | 3× 2×       | Trier Arena, Trier Toeschouwers: 2.015 Scheidsrechters: Opava, Valek (CZE) |

| Zondag 25 maart 2012 15:00 | Wit-Rusland    | 33 – 25 | Azerbeidzjan   | Sport Complex Olympiets, Mogilev Toeschouwers: 2.000 Scheidsrechters: Rutkovskis, Dzerve (LAT) |
| Zondag 25 maart 2012 15:00 | Kamenshykova 6 | (18–13) | Drie spelers 5 | Sport Complex Olympiets, Mogilev Toeschouwers: 2.000 Scheidsrechters: Rutkovskis, Dzerve (LAT) |
| Zondag 25 maart 2012 15:00 | 2× 1×          | verslag | 3×             | Sport Complex Olympiets, Mogilev Toeschouwers: 2.000 Scheidsrechters: Rutkovskis, Dzerve (LAT) |

| Woensdag 30 mei 2012 17:00 | Azerbeidzjan | 24 – 34 | Hongarije | ABU Arena, Baku Toeschouwers: 300 Scheidsrechters: Pandzic, Satordzija (BIH) |
| Woensdag 30 mei 2012 17:00 | Drie spelers | (9–14)  | Cifra 8   | ABU Arena, Baku Toeschouwers: 300 Scheidsrechters: Pandzic, Satordzija (BIH) |
| Woensdag 30 mei 2012 17:00 | 3× 7×        | verslag | 3×        | ABU Arena, Baku Toeschouwers: 300 Scheidsrechters: Pandzic, Satordzija (BIH) |

| Woensdag 30 mei 2012 19:00 | Wit-Rusland    | 26 – 33 | Duitsland     | Palace of Sport, Minsk Toeschouwers: 2.400 Scheidsrechters: Baranowski, Lemanowicz (POL) |
| Woensdag 30 mei 2012 19:00 | Kamenshykova 6 | (12–15) | Nadgornaja 13 | Palace of Sport, Minsk Toeschouwers: 2.400 Scheidsrechters: Baranowski, Lemanowicz (POL) |
| Woensdag 30 mei 2012 19:00 | 3× 4×          | verslag | 2× 4×         | Palace of Sport, Minsk Toeschouwers: 2.400 Scheidsrechters: Baranowski, Lemanowicz (POL) |

| Zondag 3 juni 2012 12:15 | Hongarije | 28 – 21 | Wit-Rusland     | City Hall Dabas Dabas Toeschouwers: 1.200 Scheidsrechters: Lah, Sok (SLO) |
| Zondag 3 juni 2012 12:15 | Görbicz 8 | (14–10) | Artsiukhovich 4 | City Hall Dabas Dabas Toeschouwers: 1.200 Scheidsrechters: Lah, Sok (SLO) |
| Zondag 3 juni 2012 12:15 | 3×        | verslag | 3×              | City Hall Dabas Dabas Toeschouwers: 1.200 Scheidsrechters: Lah, Sok (SLO) |

| Zondag 3 juni 2012 16:00 | Duitsland      | 35 – 21 | Azerbeidzjan        | Göbel Hotels Arena, Rotenburg an der Fulda Toeschouwers: 750 Scheidsrechters: Cacador, Nicolau (POR) |
| Zondag 3 juni 2012 16:00 | Drie spelers 5 | (14–7)  | Peche, Tankaskaya 4 | Göbel Hotels Arena, Rotenburg an der Fulda Toeschouwers: 750 Scheidsrechters: Cacador, Nicolau (POR) |
| Zondag 3 juni 2012 16:00 | 2× 4×          | verslag | 1× 6×               | Göbel Hotels Arena, Rotenburg an der Fulda Toeschouwers: 750 Scheidsrechters: Cacador, Nicolau (POR) |

#### Groep 2
| Pos | Team        | Wed | W | G | V | DV  | DT  | DS  | Ptn |
| --- | ----------- | --- | - | - | - | --- | --- | --- | --- |
| 1   | Roemenië    | 6   | 5 | 0 | 1 | 187 | 128 | +59 | 10  |
| 2   | Servië      | 6   | 5 | 0 | 1 | 179 | 131 | +48 | 10  |
| 3   | Portugal    | 6   | 2 | 0 | 4 | 151 | 180 | −29 | 4   |
| 4   | Griekenland | 6   | 0 | 0 | 6 | 114 | 192 | −78 | 0   |

Alle tijden zijn lokaal.
| Woensdag 19 oktober 2011 18:00 | Servië   | 36 – 20 | Griekenland  | Čair Sports Center, Niš Toeschouwers: 3.500 Scheidsrechters: Brehmer, Skowronek (POL) |
| Woensdag 19 oktober 2011 18:00 | Lekić 10 | (19–9)  | Logdanidou 7 | Čair Sports Center, Niš Toeschouwers: 3.500 Scheidsrechters: Brehmer, Skowronek (POL) |
| Woensdag 19 oktober 2011 18:00 | 3× 2×    | verslag | 3× 1×        | Čair Sports Center, Niš Toeschouwers: 3.500 Scheidsrechters: Brehmer, Skowronek (POL) |

| Woensdag 19 oktober 2011 20:00 | Roemenië | 35 – 24 | Portugal        | Sala Sporturilor Traian, Râmnicu Vâlcea Toeschouwers: 1.800 Scheidsrechters: Markovska, Vutov (BUL) |
| Woensdag 19 oktober 2011 20:00 | Manea 9  | (15–12) | Aguiar, Alves 6 | Sala Sporturilor Traian, Râmnicu Vâlcea Toeschouwers: 1.800 Scheidsrechters: Markovska, Vutov (BUL) |
| Woensdag 19 oktober 2011 20:00 | 3× 2×    | verslag | 3×              | Sala Sporturilor Traian, Râmnicu Vâlcea Toeschouwers: 1.800 Scheidsrechters: Markovska, Vutov (BUL) |

| Zaterdag 22 oktober 2011 17:00 | Griekenland          | 18 – 38 | Roemenië             | Mikras 3, Thessaloniki Toeschouwers: 300 Scheidsrechters: Crnojević, Radić (CRO) |
| Zaterdag 22 oktober 2011 17:00 | Strataki, Tsakalou 5 | (8–16)  | Buceschi, Chintoan 6 | Mikras 3, Thessaloniki Toeschouwers: 300 Scheidsrechters: Crnojević, Radić (CRO) |
| Zaterdag 22 oktober 2011 17:00 | 2× 5×                | verslag | 2×                   | Mikras 3, Thessaloniki Toeschouwers: 300 Scheidsrechters: Crnojević, Radić (CRO) |

| Zondag 23 oktober 2011 15:00 | Portugal | 21 – 32 | Servië  | Moimenta da Beira Toeschouwers: 1.200 Scheidsrechters: Hájek, Macho (CZE) |
| Zondag 23 oktober 2011 15:00 | Lopes 6  | (12–15) | Lekić 8 | Moimenta da Beira Toeschouwers: 1.200 Scheidsrechters: Hájek, Macho (CZE) |
| Zondag 23 oktober 2011 15:00 | 3× 4×    | verslag | 3× 4×   | Moimenta da Beira Toeschouwers: 1.200 Scheidsrechters: Hájek, Macho (CZE) |

| Woensdag 21 maart 2012 18:00 | Griekenland | 18 – 30 | Portugal   | Mikras 3, Thessaloniki Toeschouwers: 400 Scheidsrechters: Van Dijk, Wijtenburg (NED) |
| Woensdag 21 maart 2012 18:00 | Tsakalou 7  | (10–14) | de Sousa 6 | Mikras 3, Thessaloniki Toeschouwers: 400 Scheidsrechters: Van Dijk, Wijtenburg (NED) |
| Woensdag 21 maart 2012 18:00 | 3× 2×       | verslag | 3× 4×      | Mikras 3, Thessaloniki Toeschouwers: 400 Scheidsrechters: Van Dijk, Wijtenburg (NED) |

| Donderdag 22 maart 2012 19:00 | Servië  | 29 – 27 | Roemenië  | SRC Kraljevica, Zaječar Toeschouwers: 2.200 Scheidsrechters: Badura, Ondogrecula (SVK) |
| Donderdag 22 maart 2012 19:00 | Lekić 9 | (17–11) | Băbeanu 5 | SRC Kraljevica, Zaječar Toeschouwers: 2.200 Scheidsrechters: Badura, Ondogrecula (SVK) |
| Donderdag 22 maart 2012 19:00 | 3×      | verslag | 3× 1×     | SRC Kraljevica, Zaječar Toeschouwers: 2.200 Scheidsrechters: Badura, Ondogrecula (SVK) |

| Zaterdag 24 maart 2012 17:00 | Portugal       | 31 – 23 | Griekenland | Moimenta da Beira Toeschouwers: 500 Scheidsrechters: Bounouara, Sami (FRA) |
| Zaterdag 24 maart 2012 17:00 | Drie spelers 7 | (15–14) | Tsakalou 7  | Moimenta da Beira Toeschouwers: 500 Scheidsrechters: Bounouara, Sami (FRA) |
| Zaterdag 24 maart 2012 17:00 | 3× 2×          | verslag | 3×          | Moimenta da Beira Toeschouwers: 500 Scheidsrechters: Bounouara, Sami (FRA) |

| Zaterdag 24 maart 2012 18:00 | Roemenië  | 21 – 19 | Servië      | Polivalent Hall Drobeta, Drobeta-Turnu Severin Toeschouwers: 1.800 Scheidsrechters: Mazeika, Gatelis (LTU) |
| Zaterdag 24 maart 2012 18:00 | Băbeanu 6 | (10–11) | Filipović 7 | Polivalent Hall Drobeta, Drobeta-Turnu Severin Toeschouwers: 1.800 Scheidsrechters: Mazeika, Gatelis (LTU) |
| Zaterdag 24 maart 2012 18:00 | 3× 2×     | verslag | 3× 5×       | Polivalent Hall Drobeta, Drobeta-Turnu Severin Toeschouwers: 1.800 Scheidsrechters: Mazeika, Gatelis (LTU) |

| Woensdag 30 mei 2012 18:00 | Griekenland | 21 – 26 | Servië          | DAK Amintaiou, Amyntaio Toeschouwers: 1.500 Scheidsrechters: Aliyev, Aghakishiyev (AZE) |
| Woensdag 30 mei 2012 18:00 | Tsakalou 7  | (11–13) | Lekić, Lojpur 6 | DAK Amintaiou, Amyntaio Toeschouwers: 1.500 Scheidsrechters: Aliyev, Aghakishiyev (AZE) |
| Woensdag 30 mei 2012 18:00 | 3× 1×       | verslag | 3×              | DAK Amintaiou, Amyntaio Toeschouwers: 1.500 Scheidsrechters: Aliyev, Aghakishiyev (AZE) |

| Woensdag 30 mei 2012 20:45 | Portugal        | 24 – 35 | Roemenië     | Pavilhão Municipal, Moimenta da Beira Toeschouwers: 1.000 Scheidsrechters: Kouz, Zhoba (UKR) |
| Woensdag 30 mei 2012 20:45 | Lopes, Soares 4 | (13–20) | Ciuciulete 6 | Pavilhão Municipal, Moimenta da Beira Toeschouwers: 1.000 Scheidsrechters: Kouz, Zhoba (UKR) |
| Woensdag 30 mei 2012 20:45 | 3× 4×           | verslag | 3× 1×        | Pavilhão Municipal, Moimenta da Beira Toeschouwers: 1.000 Scheidsrechters: Kouz, Zhoba (UKR) |

| Zaterdag 2 juni 2012 17:00 | Roemenië | 31 – 14 | Griekenland | Sala Polivalentă, Piatra Neamţ Toeschouwers: 2.200 Scheidsrechters: Vitaku, Vitaku (Kosovo) |
| Zaterdag 2 juni 2012 17:00 | Farcău 8 | (16–10) | Strataki 3  | Sala Polivalentă, Piatra Neamţ Toeschouwers: 2.200 Scheidsrechters: Vitaku, Vitaku (Kosovo) |
| Zaterdag 2 juni 2012 17:00 | 3×       | verslag | 3× 2×       | Sala Polivalentă, Piatra Neamţ Toeschouwers: 2.200 Scheidsrechters: Vitaku, Vitaku (Kosovo) |

| Zaterdag 2 juni 2012 18:00 | Servië         | 37 – 21 | Portugal        | Sportska hala Slana Bara, Novi Sad Toeschouwers: 1.300 Scheidsrechters: Leszczynski, Piechota (POL) |
| Zaterdag 2 juni 2012 18:00 | Vier spelers 5 | (21–9)  | Silva Pereira 5 | Sportska hala Slana Bara, Novi Sad Toeschouwers: 1.300 Scheidsrechters: Leszczynski, Piechota (POL) |
| Zaterdag 2 juni 2012 18:00 | 3× 4×          | verslag | 3× 2×           | Sportska hala Slana Bara, Novi Sad Toeschouwers: 1.300 Scheidsrechters: Leszczynski, Piechota (POL) |

#### Groep 3
| Pos | Team                | Wed | W | G | V | DV  | DT  | DS  | Ptn |
| --- | ------------------- | --- | - | - | - | --- | --- | --- | --- |
| 1   | Montenegro          | 6   | 5 | 0 | 1 | 180 | 136 | +44 | 10  |
| 2   | Rusland             | 6   | 4 | 0 | 2 | 155 | 135 | +20 | 8   |
| 3   | Polen               | 6   | 3 | 0 | 3 | 163 | 157 | +6  | 6   |
| 4   | Verenigd Koninkrijk | 6   | 0 | 0 | 6 | 118 | 188 | −70 | 0   |

Alle tijden zijn lokaal.
| Woensdag 19 oktober 2011 18:00 | Montenegro | 34 – 18 | Verenigd Koninkrijk | Herceg Novi Toeschouwers: 1.000 Scheidsrechters: Brkic, Jusufhodzic (AUT) |
| Woensdag 19 oktober 2011 18:00 | Knežević 5 | (21–6)  | Fudge 5             | Herceg Novi Toeschouwers: 1.000 Scheidsrechters: Brkic, Jusufhodzic (AUT) |
| Woensdag 19 oktober 2011 18:00 | 3× 7×      | verslag | 3× 2×               | Herceg Novi Toeschouwers: 1.000 Scheidsrechters: Brkic, Jusufhodzic (AUT) |

| Woensdag 19 oktober 2011 19:00 | Rusland      | 32 – 21 | Polen     | Sportkomplex USK Olimp, Tolyatti Toeschouwers: 2.700 Scheidsrechters: meieuski, Tereshchenkov (BLR) |
| Woensdag 19 oktober 2011 19:00 | Kuznetcova 7 | (19–9)  | Byzdra 10 | Sportkomplex USK Olimp, Tolyatti Toeschouwers: 2.700 Scheidsrechters: meieuski, Tereshchenkov (BLR) |
| Woensdag 19 oktober 2011 19:00 | 3×           | verslag | 3× 4×     | Sportkomplex USK Olimp, Tolyatti Toeschouwers: 2.700 Scheidsrechters: meieuski, Tereshchenkov (BLR) |

| Zaterdag 22 oktober 2011 14:45 | Polen        | 27 – 31 | Montenegro | MOSiR, Chorzów Toeschouwers: 1.000 Scheidsrechters: Gjeding, Hansen (DEN) |
| Zaterdag 22 oktober 2011 14:45 | Niedźwiedź 8 | (15–18) | Savić 8    | MOSiR, Chorzów Toeschouwers: 1.000 Scheidsrechters: Gjeding, Hansen (DEN) |
| Zaterdag 22 oktober 2011 14:45 | 3×           | verslag | 2× 7×      | MOSiR, Chorzów Toeschouwers: 1.000 Scheidsrechters: Gjeding, Hansen (DEN) |

| Zaterdag 22 oktober 2011 15:00 | Verenigd Koninkrijk | 16 – 24 | Rusland      | Crystal Palace National Sports Centre, Londen Toeschouwers: 500 Scheidsrechters: Samuelsen, Hansen (FRO) |
| Zaterdag 22 oktober 2011 15:00 | McCafferty 3        | (10–14) | Gorshenina 4 | Crystal Palace National Sports Centre, Londen Toeschouwers: 500 Scheidsrechters: Samuelsen, Hansen (FRO) |
| Zaterdag 22 oktober 2011 15:00 | 2× 4×               | verslag | 2× 1×        | Crystal Palace National Sports Centre, Londen Toeschouwers: 500 Scheidsrechters: Samuelsen, Hansen (FRO) |

| Woensdag 21 maart 2012 18:30 | Montenegro       | 23 – 22 | Rusland          | Morača Sports Center, Podgorica Toeschouwers: 3.500 Scheidsrechters: Brunovsky, Canda (SVK) |
| Woensdag 21 maart 2012 18:30 | Đokić, Popović 6 | (10–9)  | Chernoivanenko 4 | Morača Sports Center, Podgorica Toeschouwers: 3.500 Scheidsrechters: Brunovsky, Canda (SVK) |
| Woensdag 21 maart 2012 18:30 | 3×               | verslag | 3× 1×            | Morača Sports Center, Podgorica Toeschouwers: 3.500 Scheidsrechters: Brunovsky, Canda (SVK) |

| Donderdag 22 maart 2012 14:00 | Verenigd Koninkrijk   | 20 – 33 | Polen    | Sir David Wallace Sports Hall, Loughborough Toeschouwers: 800 Scheidsrechters: Schulze, Tönnies (GER) |
| Donderdag 22 maart 2012 14:00 | Fudge, Van der Weel 4 | (8–10)  | Polenz 7 | Sir David Wallace Sports Hall, Loughborough Toeschouwers: 800 Scheidsrechters: Schulze, Tönnies (GER) |
| Donderdag 22 maart 2012 14:00 | 3× 4×                 | verslag | 2× 4×    | Sir David Wallace Sports Hall, Loughborough Toeschouwers: 800 Scheidsrechters: Schulze, Tönnies (GER) |

| Zondag 25 maart 2012 17:00 | Rusland  | 24 – 23 | Montenegro  | Palace of Sport Sport-Don, Rostov-Don Toeschouwers: 2.400 Scheidsrechters: Stark, Stefan (ROU) |
| Zondag 25 maart 2012 17:00 | Levina 5 | (12–12) | Radičević 9 | Palace of Sport Sport-Don, Rostov-Don Toeschouwers: 2.400 Scheidsrechters: Stark, Stefan (ROU) |
| Zondag 25 maart 2012 17:00 | 3×       | verslag | 3×          | Palace of Sport Sport-Don, Rostov-Don Toeschouwers: 2.400 Scheidsrechters: Stark, Stefan (ROU) |

| Zondag 25 maart 2012 17:30 | Polen    | 29 – 20 | Verenigd Koninkrijk | Miejska Hala Sportowa, Elbląg Toeschouwers: 2.500 Scheidsrechters: Chaskis, Tsakonas (GRE) |
| Zondag 25 maart 2012 17:30 | Kocela 6 | (16–8)  | Byl, McCafferty 4   | Miejska Hala Sportowa, Elbląg Toeschouwers: 2.500 Scheidsrechters: Chaskis, Tsakonas (GRE) |
| Zondag 25 maart 2012 17:30 | 3×       | verslag | 3× 5×               | Miejska Hala Sportowa, Elbląg Toeschouwers: 2.500 Scheidsrechters: Chaskis, Tsakonas (GRE) |

| Woensdag 30 mei 2012 18:00 | Polen             | 30 – 22 | Rusland     | Sport Complex Kwidzyn, Kwidzyn Toeschouwers: 1.300 Scheidsrechters: Opava, Valek (CZE) |
| Woensdag 30 mei 2012 18:00 | Kudłacz, Wojtas 6 | (15–14) | Davydenko 5 | Sport Complex Kwidzyn, Kwidzyn Toeschouwers: 1.300 Scheidsrechters: Opava, Valek (CZE) |
| Woensdag 30 mei 2012 18:00 | 3× 4×             | verslag | 3× 1×       | Sport Complex Kwidzyn, Kwidzyn Toeschouwers: 1.300 Scheidsrechters: Opava, Valek (CZE) |

| Woensdag 30 mei 2012 19:00 | Verenigd Koninkrijk | 22 – 37 | Montenegro  | Crystal Palace National Sports Centre, Londen Toeschouwers: 500 Scheidsrechters: Crnojevic, Radic (CRO) |
| Woensdag 30 mei 2012 19:00 | Byl 5               | (12–14) | Bulatović 9 | Crystal Palace National Sports Centre, Londen Toeschouwers: 500 Scheidsrechters: Crnojevic, Radic (CRO) |
| Woensdag 30 mei 2012 19:00 | 3×                  | verslag | 2×          | Crystal Palace National Sports Centre, Londen Toeschouwers: 500 Scheidsrechters: Crnojevic, Radic (CRO) |

| Zondag 3 juni 2012 18:00 | Rusland     | 31 – 22 | Verenigd Koninkrijk | Sport Palace Volgograd, Tolyatti Toeschouwers: 3.000 Scheidsrechters: Novikov, Perepilitsy (UKR) |
| Zondag 3 juni 2012 18:00 | Shipilova 6 | (16–11) | Gerbron 6           | Sport Palace Volgograd, Tolyatti Toeschouwers: 3.000 Scheidsrechters: Novikov, Perepilitsy (UKR) |
| Zondag 3 juni 2012 18:00 | 3× 2×       | verslag | 3× 5×               | Sport Palace Volgograd, Tolyatti Toeschouwers: 3.000 Scheidsrechters: Novikov, Perepilitsy (UKR) |

| Zondag 3 juni 2012 20:30 | Montenegro | 32 – 23 | Polen     | Morača Sports Center, Podgorica Toeschouwers: 3.000 Scheidsrechters: Erdogan, Özdeniz (TUR) |
| Zondag 3 juni 2012 20:30 | Popović 9  | (15–13) | Stasiak 6 | Morača Sports Center, Podgorica Toeschouwers: 3.000 Scheidsrechters: Erdogan, Özdeniz (TUR) |
| Zondag 3 juni 2012 20:30 | 3× 1×      | verslag | 3×        | Morača Sports Center, Podgorica Toeschouwers: 3.000 Scheidsrechters: Erdogan, Özdeniz (TUR) |

#### Groep 4
| Pos | Team      | Wed | W | G | V | DV  | DT  | DS  | Ptn |
| --- | --------- | --- | - | - | - | --- | --- | --- | --- |
| 1   | Frankrijk | 6   | 5 | 0 | 1 | 215 | 149 | +66 | 10  |
| 2   | Macedonië | 6   | 4 | 0 | 2 | 170 | 176 | −6  | 8   |
| 3   | Turkije   | 6   | 2 | 0 | 4 | 175 | 190 | −15 | 4   |
| 4   | Litouwen  | 6   | 1 | 0 | 5 | 166 | 211 | −45 | 2   |

Alle tijden zijn lokaal.
| Woensdag 19 oktober 2011 19:30 | Frankrijk   | 34 – 25 | Turkije  | Arènes de Metz, Metz Toeschouwers: 4.000 Scheidsrechters: Lorente, Serradilla (ESP) |
| Woensdag 19 oktober 2011 19:30 | Lacrabère 7 | (19–16) | Özel 7   | Arènes de Metz, Metz Toeschouwers: 4.000 Scheidsrechters: Lorente, Serradilla (ESP) |
| Woensdag 19 oktober 2011 19:30 | 3×          | verslag | 3× 8× 1× | Arènes de Metz, Metz Toeschouwers: 4.000 Scheidsrechters: Lorente, Serradilla (ESP) |

| Woensdag 19 oktober 2011 20:00 | Macedonië    | 34 – 25 | Litouwen          | SRC Kale, Skopje Toeschouwers: 1.000 Scheidsrechters: Pavel, State (ROU) |
| Woensdag 19 oktober 2011 20:00 | Bajramoska 9 | (17–12) | Bernatavičiūtė 10 | SRC Kale, Skopje Toeschouwers: 1.000 Scheidsrechters: Pavel, State (ROU) |
| Woensdag 19 oktober 2011 20:00 | 2× 5×        | verslag | 3× 5×             | SRC Kale, Skopje Toeschouwers: 1.000 Scheidsrechters: Pavel, State (ROU) |

| Zondag 23 oktober 2011 17:00 | Turkije         | 36 – 28 | Macedonië     | Süleyman Evcilmen Spor ve Sergi Salonu, Antalya Toeschouwers: 1.200 Scheidsrechters: Herczeg, Südi (HUN) |
| Zondag 23 oktober 2011 17:00 | İskenderoğlu 13 | (20–13) | Bajramoska 11 | Süleyman Evcilmen Spor ve Sergi Salonu, Antalya Toeschouwers: 1.200 Scheidsrechters: Herczeg, Südi (HUN) |
| Zondag 23 oktober 2011 17:00 | 3× 9×           | verslag | 2× 8×         | Süleyman Evcilmen Spor ve Sergi Salonu, Antalya Toeschouwers: 1.200 Scheidsrechters: Herczeg, Südi (HUN) |

| Zondag 23 oktober 2011 19:00 | Litouwen                   | 25 – 40 | Frankrijk           | Alytus Arena, Alytus Toeschouwers: 1.000 Scheidsrechters: Yudchyts, Kot (BLR) |
| Zondag 23 oktober 2011 19:00 | Jurgutytė, Vyšniauskaitė 6 | (13–21) | Dancette, Signate 7 | Alytus Arena, Alytus Toeschouwers: 1.000 Scheidsrechters: Yudchyts, Kot (BLR) |
| Zondag 23 oktober 2011 19:00 | 3× 4×                      | verslag | 3× 6×               | Alytus Arena, Alytus Toeschouwers: 1.000 Scheidsrechters: Yudchyts, Kot (BLR) |

| Woensdag 21 maart 2012 19:00 | Litouwen                  | 35 – 31 | Turkije        | Cido Arena, Panevėžys Toeschouwers: 700 Scheidsrechters: Brkic, Jusufhodzic (AUT) |
| Woensdag 21 maart 2012 19:00 | Darylyte, Vyšniauskaitė 8 | (15–12) | İskenderoğlu 9 | Cido Arena, Panevėžys Toeschouwers: 700 Scheidsrechters: Brkic, Jusufhodzic (AUT) |
| Woensdag 21 maart 2012 19:00 | 3×                        | verslag | 3× 2× 1×       | Cido Arena, Panevėžys Toeschouwers: 700 Scheidsrechters: Brkic, Jusufhodzic (AUT) |

| Donderdag 22 maart 2012 20:15 | Macedonië   | 30 – 27 | Frankrijk | SRC Kale, Skopje Toeschouwers: 1.600 Scheidsrechters: Bonifert, Oláh (HUN) |
| Donderdag 22 maart 2012 20:15 | Portjanko 9 | (18–14) | Ayglon 8  | SRC Kale, Skopje Toeschouwers: 1.600 Scheidsrechters: Bonifert, Oláh (HUN) |
| Donderdag 22 maart 2012 20:15 | 2× 4×       | verslag | 3× 4×     | SRC Kale, Skopje Toeschouwers: 1.600 Scheidsrechters: Bonifert, Oláh (HUN) |

| Zondag 25 maart 2012 15:00 | Turkije                 | 36 – 31 | Litouwen          | Süleyman Evcilmen Spor ve Sergi Salonu, Antalya Toeschouwers: 400 Scheidsrechters: Rakytina, Tkachuk (UKR) |
| Zondag 25 maart 2012 15:00 | İskenderoğlu, Yılmaz 10 | (17–15) | Bernatavičiūtė 11 | Süleyman Evcilmen Spor ve Sergi Salonu, Antalya Toeschouwers: 400 Scheidsrechters: Rakytina, Tkachuk (UKR) |
| Zondag 25 maart 2012 15:00 | 3× 4×                   | verslag | 2× 5× 1×          | Süleyman Evcilmen Spor ve Sergi Salonu, Antalya Toeschouwers: 400 Scheidsrechters: Rakytina, Tkachuk (UKR) |

| Zondag 25 maart 2012 15:15 | Frankrijk          | 40 – 20 | Macedonië   | Clermont-Ferrand Sports Hall, Clermont-Ferrand Toeschouwers: 4.300 Scheidsrechters: Gousko, Repkin (BLR) |
| Zondag 25 maart 2012 15:15 | Dembele, Signate 6 | (19–12) | Portjanko 8 | Clermont-Ferrand Sports Hall, Clermont-Ferrand Toeschouwers: 4.300 Scheidsrechters: Gousko, Repkin (BLR) |
| Zondag 25 maart 2012 15:15 | 3× 2×              | verslag | 3× 4×       | Clermont-Ferrand Sports Hall, Clermont-Ferrand Toeschouwers: 4.300 Scheidsrechters: Gousko, Repkin (BLR) |

| Woensdag 30 mei 2012 19:00 | Turkije        | 23 – 36 | Frankrijk  | Süleyman Evcilmen Spor ve Sergi Salonu, Antalya Toeschouwers: 200 Scheidsrechters: Schaller, Wutzler (GER) |
| Woensdag 30 mei 2012 19:00 | İskenderoğlu 6 | (13–14) | Baudouin 9 | Süleyman Evcilmen Spor ve Sergi Salonu, Antalya Toeschouwers: 200 Scheidsrechters: Schaller, Wutzler (GER) |
| Woensdag 30 mei 2012 19:00 | 2× 5×          | verslag | 2× 5×      | Süleyman Evcilmen Spor ve Sergi Salonu, Antalya Toeschouwers: 200 Scheidsrechters: Schaller, Wutzler (GER) |

| Woensdag 30 mei 2012 19:00 | Litouwen          | 24 – 32 | Macedonië      | Cido Arena, Panevėžys Toeschouwers: 500 Scheidsrechters: Johansson, Kliko (SWE) |
| Woensdag 30 mei 2012 19:00 | Bernatavičiūtė 12 | (14–14) | Gjorgjievska 7 | Cido Arena, Panevėžys Toeschouwers: 500 Scheidsrechters: Johansson, Kliko (SWE) |
| Woensdag 30 mei 2012 19:00 | 3× 1×             | verslag | 3× 4×          | Cido Arena, Panevėžys Toeschouwers: 500 Scheidsrechters: Johansson, Kliko (SWE) |

| Zondag 3 juni 2012 16:00 | Frankrijk  | 38 – 26 | Litouwen         | Palais des Sports de Beaulieu, Nantes Toeschouwers: 4.850 Scheidsrechters: Katsikis, Michailidis (GRE) |
| Zondag 3 juni 2012 16:00 | Baudouin 9 | (19–14) | Bernatavičiūtė 9 | Palais des Sports de Beaulieu, Nantes Toeschouwers: 4.850 Scheidsrechters: Katsikis, Michailidis (GRE) |
| Zondag 3 juni 2012 16:00 | 2× 1×      | verslag | 2× 3×            | Palais des Sports de Beaulieu, Nantes Toeschouwers: 4.850 Scheidsrechters: Katsikis, Michailidis (GRE) |

| Zondag 3 juni 2012 20:15 | Macedonië  | 26 – 24 | Turkije        | SRC Kale, Skopje Toeschouwers: 1.700 Scheidsrechters: Cohen, Peretz (ISR) |
| Zondag 3 juni 2012 20:15 | Nikolić 10 | (13–12) | Drie spelers 6 | SRC Kale, Skopje Toeschouwers: 1.700 Scheidsrechters: Cohen, Peretz (ISR) |
| Zondag 3 juni 2012 20:15 | 3×         | verslag | 3× 6×          | SRC Kale, Skopje Toeschouwers: 1.700 Scheidsrechters: Cohen, Peretz (ISR) |

#### Groep 5
| Pos | Team       | Wed | W | G | V | DV  | DT  | DS  | Ptn |
| --- | ---------- | --- | - | - | - | --- | --- | --- | --- |
| 1   | Zweden     | 6   | 5 | 1 | 0 | 182 | 131 | +51 | 11  |
| 2   | Tsjechië   | 6   | 4 | 0 | 2 | 169 | 152 | +17 | 8   |
| 3   | Oostenrijk | 6   | 1 | 1 | 4 | 148 | 184 | −36 | 3   |
| 4   | Slovenië   | 6   | 1 | 0 | 5 | 138 | 170 | −32 | 2   |

Alle tijden zijn lokaal.
| Woensdag 19 oktober 2011 20:20 | Oostenrijk | 26 – 36 | Tsjechië | BSFZ Südstadt, Maria Enzersdorf Toeschouwers: 800 Scheidsrechters: Rakytina, Tkachuk (UKR) |
| Woensdag 19 oktober 2011 20:20 | Frey 7     | (13–16) | Černá 9  | BSFZ Südstadt, Maria Enzersdorf Toeschouwers: 800 Scheidsrechters: Rakytina, Tkachuk (UKR) |
| Woensdag 19 oktober 2011 20:20 | 3× 4×      | verslag | 3× 4×    | BSFZ Südstadt, Maria Enzersdorf Toeschouwers: 800 Scheidsrechters: Rakytina, Tkachuk (UKR) |

| Donderdag 20 oktober 2011 19:15 | Zweden | 27 – 20 | Slovenië | Arena Skövde, Skövde Toeschouwers: 1.900 Scheidsrechters: Guseva, Vartanyan (RUS) |
| Donderdag 20 oktober 2011 19:15 | Ahlm 5 | (15–10) | Gros 4   | Arena Skövde, Skövde Toeschouwers: 1.900 Scheidsrechters: Guseva, Vartanyan (RUS) |
| Donderdag 20 oktober 2011 19:15 | 2×     | verslag | 2×       | Arena Skövde, Skövde Toeschouwers: 1.900 Scheidsrechters: Guseva, Vartanyan (RUS) |

| Zaterdag 22 oktober 2011 16:00 | Tsjechië | 21 – 30 | Zweden            | Sportovní hala, Most Toeschouwers: 1.000 Scheidsrechters: Schaller, Wutzler (GER) |
| Zaterdag 22 oktober 2011 16:00 | Černá 5  | (12–16) | Islas Helgesson 5 | Sportovní hala, Most Toeschouwers: 1.000 Scheidsrechters: Schaller, Wutzler (GER) |
| Zaterdag 22 oktober 2011 16:00 | 2× 1×    | verslag | 2×                | Sportovní hala, Most Toeschouwers: 1.000 Scheidsrechters: Schaller, Wutzler (GER) |

| Zondag 23 oktober 2011 17:00 | Slovenië | 29 – 28 | Oostenrijk | Kodeljevo, Ljubljana Toeschouwers: 900 Scheidsrechters: Lythje, Christiansen (DEN) |
| Zondag 23 oktober 2011 17:00 | Gros 13  | (13–13) | Frey 8     | Kodeljevo, Ljubljana Toeschouwers: 900 Scheidsrechters: Lythje, Christiansen (DEN) |
| Zondag 23 oktober 2011 17:00 | 3×       | verslag | 2× 5×      | Kodeljevo, Ljubljana Toeschouwers: 900 Scheidsrechters: Lythje, Christiansen (DEN) |

| Woensdag 21 maart 2012 18:00 | Tsjechië       | 31 – 19 | Slovenië   | Sportovni hala Banik Most, Most Toeschouwers: 1.100 Scheidsrechters: Liachovicius, Gecevicius (LTU) |
| Woensdag 21 maart 2012 18:00 | Vier spelers 6 | (16–11) | Cerenjak 5 | Sportovni hala Banik Most, Most Toeschouwers: 1.100 Scheidsrechters: Liachovicius, Gecevicius (LTU) |
| Woensdag 21 maart 2012 18:00 | 3×             | verslag | 3×         | Sportovni hala Banik Most, Most Toeschouwers: 1.100 Scheidsrechters: Liachovicius, Gecevicius (LTU) |

| Donderdag 22 maart 2012 20:25 | Oostenrijk | 26 – 26 | Zweden       | Sport Halle Krems, Krems an der Donau Toeschouwers: 700 Scheidsrechters: Pavicevic, Raznatovic (MNE) |
| Donderdag 22 maart 2012 20:25 | Aćimović 8 | (14–13) | Torstenson 9 | Sport Halle Krems, Krems an der Donau Toeschouwers: 700 Scheidsrechters: Pavicevic, Raznatovic (MNE) |
| Donderdag 22 maart 2012 20:25 | 3×         | verslag | 2× 1×        | Sport Halle Krems, Krems an der Donau Toeschouwers: 700 Scheidsrechters: Pavicevic, Raznatovic (MNE) |

| Zaterdag 24 maart 2012 14:00 | Zweden | 39 – 17 | Oostenrijk | Norrköping Toeschouwers: 3.400 Scheidsrechters: Maric, Masic (SRB) |
| Zaterdag 24 maart 2012 14:00 | Ahlm 7 | (16–10) | Aćimović 5 | Norrköping Toeschouwers: 3.400 Scheidsrechters: Maric, Masic (SRB) |
| Zaterdag 24 maart 2012 14:00 | 3× 1×  | verslag | 3× 2×      | Norrköping Toeschouwers: 3.400 Scheidsrechters: Maric, Masic (SRB) |

| Zondag 25 maart 2012 19:00 | Slovenië | 21 – 29 | Tsjechië    | Arena Stožice, Ljubljana Toeschouwers: 800 Scheidsrechters: Harabagiu, Stanescu (ROU) |
| Zondag 25 maart 2012 19:00 | Gros 9   | (10–15) | Tomečková 8 | Arena Stožice, Ljubljana Toeschouwers: 800 Scheidsrechters: Harabagiu, Stanescu (ROU) |
| Zondag 25 maart 2012 19:00 | 3× 4×    | verslag | 2× 3×       | Arena Stožice, Ljubljana Toeschouwers: 800 Scheidsrechters: Harabagiu, Stanescu (ROU) |

| Woensdag 30 mei 2012 18:00 | Tsjechië    | 28 – 22 | Oostenrijk | Sportovní hala Euronics, Zlín Toeschouwers: 1.500 Scheidsrechters: Rutkovskis, Dzerve (LAT) |
| Woensdag 30 mei 2012 18:00 | Chrenkova 6 | (16–11) | Frey 6     | Sportovní hala Euronics, Zlín Toeschouwers: 1.500 Scheidsrechters: Rutkovskis, Dzerve (LAT) |
| Woensdag 30 mei 2012 18:00 | 2×          | verslag | 2× 1×      | Sportovní hala Euronics, Zlín Toeschouwers: 1.500 Scheidsrechters: Rutkovskis, Dzerve (LAT) |

| Donderdag 31 mei 2012 18:00 | Slovenië | 23 – 26 | Zweden              | Red Hall, Velenje Toeschouwers: 600 Scheidsrechters: Bernet, Wick (SUI) |
| Donderdag 31 mei 2012 18:00 | Gros 8   | (10–15) | Bosen, Torstenson 6 | Red Hall, Velenje Toeschouwers: 600 Scheidsrechters: Bernet, Wick (SUI) |
| Donderdag 31 mei 2012 18:00 | 3× 1×    | verslag | 3×                  | Red Hall, Velenje Toeschouwers: 600 Scheidsrechters: Bernet, Wick (SUI) |

| Zaterdag 2 juni 2012 15:30 | Oostenrijk     | 29 – 26 | Slovenië           | BSFZ Südstadt, Maria Enzersdorf Toeschouwers: 300 Scheidsrechters: Argyridis, Mouttas (CYP) |
| Zaterdag 2 juni 2012 15:30 | Magelinskas 11 | (15–11) | Gubernic, Mavsar 5 | BSFZ Südstadt, Maria Enzersdorf Toeschouwers: 300 Scheidsrechters: Argyridis, Mouttas (CYP) |
| Zaterdag 2 juni 2012 15:30 | 3× 1×          | verslag | 3× 2×              | BSFZ Südstadt, Maria Enzersdorf Toeschouwers: 300 Scheidsrechters: Argyridis, Mouttas (CYP) |

| Zaterdag 2 juni 2012 18:15 | Zweden        | 34 – 24 | Tsjechië | Kristianstad Arena, Kristianstad Toeschouwers: 2.000 Scheidsrechters: Florescu, Duta (ROU) |
| Zaterdag 2 juni 2012 18:15 | Torstensson 6 | (14–13) | Černá 7  | Kristianstad Arena, Kristianstad Toeschouwers: 2.000 Scheidsrechters: Florescu, Duta (ROU) |
| Zaterdag 2 juni 2012 18:15 | 1×            | verslag | 3×       | Kristianstad Arena, Kristianstad Toeschouwers: 2.000 Scheidsrechters: Florescu, Duta (ROU) |

#### Groep 6
| Pos | Team       | Wed | W | G | V | DV  | DT  | DS  | Ptn |
| --- | ---------- | --- | - | - | - | --- | --- | --- | --- |
| 1   | Kroatië    | 6   | 6 | 0 | 0 | 186 | 116 | +70 | 12  |
| 2   | Denemarken | 6   | 4 | 0 | 2 | 171 | 137 | +34 | 8   |
| 3   | Slowakije  | 6   | 2 | 0 | 4 | 133 | 154 | −21 | 4   |
| 4   | Italië     | 6   | 0 | 0 | 6 | 104 | 187 | −83 | 0   |

Alle tijden zijn lokaal.
| Woensdag 19 oktober 2011 18:00 | Kroatië | 40 – 15 | Italië         | Novigrad Toeschouwers: 1.000 Scheidsrechters: Bernet, Wick (SUI) |
| Woensdag 19 oktober 2011 18:00 | Šerić 6 | (21–7)  | Federspieler 4 | Novigrad Toeschouwers: 1.000 Scheidsrechters: Bernet, Wick (SUI) |
| Woensdag 19 oktober 2011 18:00 | 3×      | verslag | 3× 2×          | Novigrad Toeschouwers: 1.000 Scheidsrechters: Bernet, Wick (SUI) |

| Woensdag 19 oktober 2011 21:30 | Denemarken | 36 – 24 | Slowakije | Gråkjær Arena, Holstebro Toeschouwers: 2.500 Scheidsrechters: Martins, Martins (POR) |
| Woensdag 19 oktober 2011 21:30 | Nørgaard 9 | (15–14) | Tóthová 9 | Gråkjær Arena, Holstebro Toeschouwers: 2.500 Scheidsrechters: Martins, Martins (POR) |
| Woensdag 19 oktober 2011 21:30 | 3× 5×      | verslag | 3× 5×     | Gråkjær Arena, Holstebro Toeschouwers: 2.500 Scheidsrechters: Martins, Martins (POR) |

| Zaterdag 22 oktober 2011 18:00 | Slowakije           | 23 – 34 | Kroatië          | Chemkostav Arena, Michalovce Toeschouwers: 2.000 Scheidsrechters: Pech, Vagvölgyi (HUN) |
| Zaterdag 22 oktober 2011 18:00 | Pilekova, Tóthová 4 | (10–18) | Penezić, Zebić 7 | Chemkostav Arena, Michalovce Toeschouwers: 2.000 Scheidsrechters: Pech, Vagvölgyi (HUN) |
| Zaterdag 22 oktober 2011 18:00 | 2× 5× 1×            | verslag | 3×               | Chemkostav Arena, Michalovce Toeschouwers: 2.000 Scheidsrechters: Pech, Vagvölgyi (HUN) |

| Zondag 23 oktober 2011 18:00 | Italië                | 22 – 27 | Denemarken  | Mestrino Toeschouwers: 600 Scheidsrechters: Erdoğan, Özdeniz (TUR) |
| Zondag 23 oktober 2011 18:00 | Federspieler, Onnis 4 | (10–14) | Jørgensen 6 | Mestrino Toeschouwers: 600 Scheidsrechters: Erdoğan, Özdeniz (TUR) |
| Zondag 23 oktober 2011 18:00 | 3× 1×                 | verslag | 3×          | Mestrino Toeschouwers: 600 Scheidsrechters: Erdoğan, Özdeniz (TUR) |

| Woensdag 21 maart 2012 18:00 | Kroatië   | 21 – 19 | Denemarken            | Centar Zamet, Rijeka Toeschouwers: 2.800 Scheidsrechters: Lorente, Serradilla (ESP) |
| Woensdag 21 maart 2012 18:00 | Penezić 5 | (13–10) | Jörgensen, Nørgaard 4 | Centar Zamet, Rijeka Toeschouwers: 2.800 Scheidsrechters: Lorente, Serradilla (ESP) |
| Woensdag 21 maart 2012 18:00 | 2× 5× 1×  | verslag | 3× 5×                 | Centar Zamet, Rijeka Toeschouwers: 2.800 Scheidsrechters: Lorente, Serradilla (ESP) |

| Woensdag 21 maart 2012 18:00 | Italië          | 19 – 25 | Slowakije  | Palapalumbo, Salerno Toeschouwers: 600 Scheidsrechters: Florescu, Duta (ROU) |
| Woensdag 21 maart 2012 18:00 | Fanton, Onnis 4 | (9–12)  | Tóthová 10 | Palapalumbo, Salerno Toeschouwers: 600 Scheidsrechters: Florescu, Duta (ROU) |
| Woensdag 21 maart 2012 18:00 | 2× 4×           | verslag | 3× 2×      | Palapalumbo, Salerno Toeschouwers: 600 Scheidsrechters: Florescu, Duta (ROU) |

| Zaterdag 24 maart 2012 17:00 | Denemarken | 27 – 31 | Kroatië           | Elro Arena Randers, Randers Toeschouwers: 2.200 Scheidsrechters: Baranowski, Lemanowicz (POL) |
| Zaterdag 24 maart 2012 17:00 | Nørgaard 8 | (12–20) | Penezić, Tatari 7 | Elro Arena Randers, Randers Toeschouwers: 2.200 Scheidsrechters: Baranowski, Lemanowicz (POL) |
| Zaterdag 24 maart 2012 17:00 | 3× 5×      | verslag | 3× 8×             | Elro Arena Randers, Randers Toeschouwers: 2.200 Scheidsrechters: Baranowski, Lemanowicz (POL) |

| Zondag 25 maart 2012 18:00 | Slowakije  | 23 – 15 | Italië  | City sport hall, Hlohovec Toeschouwers: 500 Scheidsrechters: Kouz, Zhoba (UKR) |
| Zondag 25 maart 2012 18:00 | Dubajová 8 | (13–8)  | Ganga 4 | City sport hall, Hlohovec Toeschouwers: 500 Scheidsrechters: Kouz, Zhoba (UKR) |
| Zondag 25 maart 2012 18:00 | 3× 8×      | verslag | 2× 6×   | City sport hall, Hlohovec Toeschouwers: 500 Scheidsrechters: Kouz, Zhoba (UKR) |

| Woensdag 30 mei 2012 18:00 | Slowakije    | 18 – 24 | Denemarken | Športová Hala, Považská Bystrica Toeschouwers: 1.100 Scheidsrechters: Leandersson, Lindroos (FIN) |
| Woensdag 30 mei 2012 18:00 | Jakubisová 5 | (5–12)  | Burgaard 5 | Športová Hala, Považská Bystrica Toeschouwers: 1.100 Scheidsrechters: Leandersson, Lindroos (FIN) |
| Woensdag 30 mei 2012 18:00 | 3× 4×        | verslag | 3×         | Športová Hala, Považská Bystrica Toeschouwers: 1.100 Scheidsrechters: Leandersson, Lindroos (FIN) |

| Woensdag 30 mei 2012 18:00 | Italië                | 12 – 34 | Kroatië   | Palazzetto dello sport Oderzo, Oderzo Toeschouwers: 900 Scheidsrechters: Vujacic, Kazanegra (MNE) |
| Woensdag 30 mei 2012 18:00 | Ganga, Niederwieser 3 | (7–19)  | Jovetić 9 | Palazzetto dello sport Oderzo, Oderzo Toeschouwers: 900 Scheidsrechters: Vujacic, Kazanegra (MNE) |
| Woensdag 30 mei 2012 18:00 | 3× 1×                 | verslag | 3× 2×     | Palazzetto dello sport Oderzo, Oderzo Toeschouwers: 900 Scheidsrechters: Vujacic, Kazanegra (MNE) |

| Zaterdag 2 juni 2012 15:00 | Denemarken   | 38 – 21 | Italië   | Roskilde Hallerne, Roskilde Toeschouwers: 1.800 Scheidsrechters: Stokes, Bartlett (SCO) |
| Zaterdag 2 juni 2012 15:00 | Augustesen 9 | (18–8)  | Fanton 5 | Roskilde Hallerne, Roskilde Toeschouwers: 1.800 Scheidsrechters: Stokes, Bartlett (SCO) |
| Zaterdag 2 juni 2012 15:00 | 3× 4×        | verslag | 3× 2×    | Roskilde Hallerne, Roskilde Toeschouwers: 1.800 Scheidsrechters: Stokes, Bartlett (SCO) |

| Zondag 3 juni 2012 17:30 | Kroatië   | 26 – 20 | Slowakije    | Novigrad Toeschouwers: 1.000 Scheidsrechters: Kurtagic, Wetterwik (SWE) |
| Zondag 3 juni 2012 17:30 | Penezić 6 | (18–12) | Jakubisová 5 | Novigrad Toeschouwers: 1.000 Scheidsrechters: Kurtagic, Wetterwik (SWE) |
| Zondag 3 juni 2012 17:30 | 3× 4×     | verslag | 3× 5×        | Novigrad Toeschouwers: 1.000 Scheidsrechters: Kurtagic, Wetterwik (SWE) |

#### Groep 7
| Pos | Team        | Wed | W | G | V | DV  | DT  | DS  | Ptn |
| --- | ----------- | --- | - | - | - | --- | --- | --- | --- |
| 1   | Oekraïne    | 6   | 5 | 0 | 1 | 151 | 135 | +16 | 10  |
| 2   | Spanje      | 6   | 4 | 0 | 2 | 153 | 132 | +21 | 8   |
| 3   | IJsland     | 6   | 3 | 0 | 3 | 140 | 123 | +17 | 6   |
| 4   | Zwitserland | 6   | 0 | 0 | 6 | 119 | 173 | −54 | 0   |

Alle tijden zijn lokaal.
| Woensdag 19 oktober 2011 18:00 | Oekraïne     | 31 – 20 | Zwitserland | Palace of Sports, Zaporizja Toeschouwers: 600 Scheidsrechters: Kijauskaite, Zaliene (LTU) |
| Woensdag 19 oktober 2011 18:00 | Managarova 7 | (16–10) | Dinkel 6    | Palace of Sports, Zaporizja Toeschouwers: 600 Scheidsrechters: Kijauskaite, Zaliene (LTU) |
| Woensdag 19 oktober 2011 18:00 | 3× 6×        | verslag | 3× 2×       | Palace of Sports, Zaporizja Toeschouwers: 600 Scheidsrechters: Kijauskaite, Zaliene (LTU) |

| Donderdag 20 oktober 2011 18:00 | Spanje          | 27 – 22 | IJsland                        | Pabellón Europa, Leganés Toeschouwers: 1.200 Scheidsrechters: Buy, Pichon (FRA) |
| Donderdag 20 oktober 2011 18:00 | Aguilar, Pena 6 | (13–9)  | Haraldsdóttir, Stefánsdóttir 5 | Pabellón Europa, Leganés Toeschouwers: 1.200 Scheidsrechters: Buy, Pichon (FRA) |
| Donderdag 20 oktober 2011 18:00 | 3× 1×           | verslag | 3× 5×                          | Pabellón Europa, Leganés Toeschouwers: 1.200 Scheidsrechters: Buy, Pichon (FRA) |

| Zondag 23 oktober 2011 16:00 | IJsland                    | 20 – 21 | Oekraïne      | Laugardalshöll, Reykjavík Toeschouwers: 1.200 Scheidsrechters: Bonaventura, Bonaventura (FRA) |
| Zondag 23 oktober 2011 16:00 | Bragadóttir, Knútsdóttir 4 | (11–8)  | Borshchenko 9 | Laugardalshöll, Reykjavík Toeschouwers: 1.200 Scheidsrechters: Bonaventura, Bonaventura (FRA) |
| Zondag 23 oktober 2011 16:00 | 2× 4×                      | verslag | 2× 6× 1×      | Laugardalshöll, Reykjavík Toeschouwers: 1.200 Scheidsrechters: Bonaventura, Bonaventura (FRA) |

| Zondag 23 oktober 2011 17:00 | Zwitserland           | 20 – 29 | Spanje             | Chênois Sous-Moulin, Thônex Toeschouwers: 750 Scheidsrechters: Antić, Jakovljević (SRB) |
| Zondag 23 oktober 2011 17:00 | Mustafoska, Weigelt 5 | (6–15)  | Alonso, Cuadrado 5 | Chênois Sous-Moulin, Thônex Toeschouwers: 750 Scheidsrechters: Antić, Jakovljević (SRB) |
| Zondag 23 oktober 2011 17:00 | 3× 4×                 | verslag | 3×                 | Chênois Sous-Moulin, Thônex Toeschouwers: 750 Scheidsrechters: Antić, Jakovljević (SRB) |

| Woensdag 21 maart 2012 18:00 | Oekraïne      | 22 – 23 | Spanje   | Palace of Sports, Zaporizja Toeschouwers: 2.000 Scheidsrechters: Horváth, Marton (HUN) |
| Woensdag 21 maart 2012 18:00 | Nikolayenko 6 | (12–13) | Martín 5 | Palace of Sports, Zaporizja Toeschouwers: 2.000 Scheidsrechters: Horváth, Marton (HUN) |
| Woensdag 21 maart 2012 18:00 | 2× 4×         | verslag | 3× 5×    | Palace of Sports, Zaporizja Toeschouwers: 2.000 Scheidsrechters: Horváth, Marton (HUN) |

| Donderdag 22 maart 2012 19:30 | Zwitserland  | 19 – 26 | IJsland          | Sporthalle Kreuzbleiche, St.Gallen Toeschouwers: 1.600 Scheidsrechters: meieuski, Tereshchenkov (BLR) |
| Donderdag 22 maart 2012 19:30 | Mustafoska 8 | (12–15) | Sigurðardóttir 7 | Sporthalle Kreuzbleiche, St.Gallen Toeschouwers: 1.600 Scheidsrechters: meieuski, Tereshchenkov (BLR) |
| Donderdag 22 maart 2012 19:30 | 2×           | verslag | 3× 1×            | Sporthalle Kreuzbleiche, St.Gallen Toeschouwers: 1.600 Scheidsrechters: meieuski, Tereshchenkov (BLR) |

| Zondag 25 maart 2012 11:00 | Spanje    | 27 – 28 | Oekraïne | Pabellón Tierra Estella-Lizarrerria, Estella-Lizarra Toeschouwers: 750 Scheidsrechters: Gubica, Milosevic (CRO) |
| Zondag 25 maart 2012 11:00 | Alberto 7 | (13–10) | Laiuk 7  | Pabellón Tierra Estella-Lizarrerria, Estella-Lizarra Toeschouwers: 750 Scheidsrechters: Gubica, Milosevic (CRO) |
| Zondag 25 maart 2012 11:00 | 3× 2×     | verslag | 3× 4×    | Pabellón Tierra Estella-Lizarrerria, Estella-Lizarra Toeschouwers: 750 Scheidsrechters: Gubica, Milosevic (CRO) |

| Zondag 25 maart 2012 16:00 | IJsland                       | 31 – 16 | Zwitserland | Vodafonehöllin, Hlíðarendi Toeschouwers: 600 Scheidsrechters: Samuelsen, Hansen (FRO) |
| Zondag 25 maart 2012 16:00 | Knútsdóttir, Sigurðardóttir 6 | (15–9)  | Weigelt 4   | Vodafonehöllin, Hlíðarendi Toeschouwers: 600 Scheidsrechters: Samuelsen, Hansen (FRO) |
| Zondag 25 maart 2012 16:00 | 3× 1×                         | verslag | 3×          | Vodafonehöllin, Hlíðarendi Toeschouwers: 600 Scheidsrechters: Samuelsen, Hansen (FRO) |

| Woensdag 30 mei 2012 19:30 | IJsland        | 21 – 18 | Spanje    | Vodafonehöllin, Hlíðarendi Toeschouwers: 1.000 Scheidsrechters: Togstad, Kristiansen (NOR) |
| Woensdag 30 mei 2012 19:30 | Drie spelers 4 | (8–10)  | Aguilar 5 | Vodafonehöllin, Hlíðarendi Toeschouwers: 1.000 Scheidsrechters: Togstad, Kristiansen (NOR) |
| Woensdag 30 mei 2012 19:30 | 3× 4×          | verslag | 3× 1×     | Vodafonehöllin, Hlíðarendi Toeschouwers: 1.000 Scheidsrechters: Togstad, Kristiansen (NOR) |

| Donderdag 31 mei 2012 19:30 | Zwitserland  | 26 – 27 | Oekraïne       | Ruebisbachhalle, Kloten Toeschouwers: 650 Scheidsrechters: Mykolaitis, Sniurevicius (LTU) |
| Donderdag 31 mei 2012 19:30 | Mustafoska 6 | (14–15) | Borshchenko 11 | Ruebisbachhalle, Kloten Toeschouwers: 650 Scheidsrechters: Mykolaitis, Sniurevicius (LTU) |
| Donderdag 31 mei 2012 19:30 | 2× 3×        | verslag | 2× 5×          | Ruebisbachhalle, Kloten Toeschouwers: 650 Scheidsrechters: Mykolaitis, Sniurevicius (LTU) |

| Zaterdag 2 juni 2012 18:00 | Spanje            | 29 – 19 | Zwitserland | Aguas Vivas, Guadalajara Toeschouwers: 1.000 Scheidsrechters: Di Domenico, Fornasier (ITA) |
| Zaterdag 2 juni 2012 18:00 | Aguilar, Pinedo 4 | (15–8)  | Willimann 4 | Aguas Vivas, Guadalajara Toeschouwers: 1.000 Scheidsrechters: Di Domenico, Fornasier (ITA) |
| Zaterdag 2 juni 2012 18:00 | 3× 5×             | verslag | 3× 4×       | Aguas Vivas, Guadalajara Toeschouwers: 1.000 Scheidsrechters: Di Domenico, Fornasier (ITA) |

| Zondag 3 juni 2012 17:00 | Oekraïne      | 22 – 20 | IJsland                    | Palace of Sports, Zaporizja Toeschouwers: 1.000 Scheidsrechters: Sivak, Dvorsky (SVK) |
| Zondag 3 juni 2012 17:00 | Borshchenko 5 | (15–11) | Knútsdóttir, Skúladóttir 4 | Palace of Sports, Zaporizja Toeschouwers: 1.000 Scheidsrechters: Sivak, Dvorsky (SVK) |
| Zondag 3 juni 2012 17:00 | 3×            | verslag | 3× 5×                      | Palace of Sports, Zaporizja Toeschouwers: 1.000 Scheidsrechters: Sivak, Dvorsky (SVK) |